# Seututie 494
Pour les articles homonymes, voir Route 494.
La route régionale 494 (finnois : Seututie 494) est une route régionale allant de Tenkakangas à  Tohmajärvi jusqu'à Heinävaara à  Joensuu en Finlande.

## Description
La Seututie 494 est une route de la région de Carélie du Nord. 
Elle part de Tenkakangas dans la municipalité de Tohmajärvi et va jusqu'à Heinävaara à Joensuu

## Parcours
- Tenkakangas
- Huviniemi
- Vatala
- Viesimo
- Huhtilampi
- Syvälahti
- Kiihtelysvaara
- Heinävaara